# تاریکی (فیلم ۲۰۱۶)
تاریکی (انگلیسی: The Darkness) فیلمی در ژانر ترسناک به کارگردانی گرگ مک‌لین است که در سال ۲۰۱۶ منتشر شد. از بازیگران آن می‌توان به کوین بیکن، رادا میشل، و لوسی فرای اشاره کرد.